# Surfing la Jocurile Olimpice de vară din 2024 - shortboard masculin
Proba de surfing shortboard masculin de la Jocurile Olimpice de vară din 2024 a avut loc în perioada 25 iulie-5 august 2021 la Teahupoʻo, Tahiti, un teritoriu francez din Polinezia Franceză.

## Program
Competiția a fost stabilită inițial să se desfășoare pe parcursul a 4 zile între 27 și 30 iulie, cu o perioadă de rezervă de 5 zile între 31 iulie și 5 august, dacă este necesar.
Pe 29 iulie, vremea a devenit periculoasă spre sfârșitul rundei a treia a probei masculine de shortboard, forțând anularea rundei a treia din proba feminină. Valurile au continuat să fie prea aspre pentru competiție în următoarele două zile, lăsând ultima rundă 3 din proba feminină și toate finalele reprogramate pentru 1 și 3 august.
Competiția a fost din nou suspendată pe 3 și 4 august, semifinalele și finalele fiind stabilite provizoriu pentru 5 august.
| Rundă                                                                  | Datele inițiale         | Datele modificate   | Orele inițiale    | Orele modificate  |
| ---------------------------------------------------------------------- | ----------------------- | ------------------- | ----------------- | ----------------- |
| Runda 1                                                                | Sâmbătă, 27 iulie 2024  | N/A                 | 11:48             | N/A               |
| Runda 2                                                                | Duminică, 28 iulie 2024 | N/A                 | 11:48             | N/A               |
| Runda 3 (Optimi de finală)                                             | Luni, 29 iulie 2024     | N/A                 | 7:00              | N/A               |
| Sferturi de finală                                                     | Marți, 30 iulie 2024    | Joi, 1 august 2024  | 7:00              | 11:48             |
| Semifinale Meciul pentru medalia de bronz Meciul pentru medalia de aur | Marți, 30 iulie 2024    | Luni, 5 august 2024 | 11:48 14:12 15:34 | 10:30 12:54 14:16 |

## Rezultate

### Runda 1
Prima rundă a fost neeliminatorie. Surferii au fost repartizați în opt serii a câte trei surferi fiecare, cel mai bun surfer avansând direct în Runda 3. Ultimii doi surferi s-au calificat în Runda 2, prima rundă eliminatorie.

#### Seria 1
| Loc | Surfer           | Țară          | Valuri | Valuri | Valuri | Valuri | Scor total | Note |
| Loc | Surfer           | Țară          | 1      | 2      | 3      | 4      | Scor total | Note |
| --- | ---------------- | ------------- | ------ | ------ | ------ | ------ | ---------- | ---- |
| 1   | Ethan Ewing [8]  | Australia     | 7,33   | 2,57   |        |        | 9,90       | R3   |
| 2   | Jordy Smith [17] | Africa de Sud | 5,17   | 0,93   | 2,43   |        | 7,60       | R2   |
| 3   | Tim Elter [9]    | Germania      | 1,00   | 0,50   | 3,00   | 1,00   | 4,00       | R2   |

#### Seria 2
| Loc | Surfer                   | Țară          | Valuri | Valuri | Valuri | Valuri | Valuri | Scor total | Note |
| Loc | Surfer                   | Țară          | 1      | 2      | 3      | 4      | 5      | Scor total | Note |
| --- | ------------------------ | ------------- | ------ | ------ | ------ | ------ | ------ | ---------- | ---- |
| 1   | Joan Duru [4]            | Franța        | 6,17   | 2,83   | 4,67   | 4,33   | 7,67   | 13,84      | R3   |
| 2   | Jack Robinson [13]       | Australia     | 6,83   | 6,53   | 5,73   | 1,40   |        | 13,36      | R2   |
| 3   | Matthew McGillivray [21] | Africa de Sud | 1,33   | 0,73   | 1,93   | 3,33   | 1,07   | 5,26       | R2   |

#### Seria 3
| Loc | Surfer              | Țară     | Valuri | Valuri | Valuri | Scor total | Note |
| Loc | Surfer              | Țară     | 1      | 2      | 3      | Scor total | Note |
| --- | ------------------- | -------- | ------ | ------ | ------ | ---------- | ---- |
| 1   | Alonso Correa [5]   | Peru     | 5,83   | 3,17   | 8,50   | 14,33      | R3   |
| 2   | Filipe Toledo [12]  | Brazilia | 0,93   | 1,40   | 6,23   | 7,63       | R2   |
| 3   | Kanoa Igarashi [20] | Japonia  | 4,17   |        |        | 4,17       | R2   |

#### Seria 4
| Loc | Surfer              | Țară        | Valuri | Valuri | Valuri | Valuri | Valuri | Scor total | Note |
| Loc | Surfer              | Țară        | 1      | 2      | 3      | 4      | 5      | Scor total | Note |
| --- | ------------------- | ----------- | ------ | ------ | ------ | ------ | ------ | ---------- | ---- |
| 1   | Gabriel Medina [1]  | Brazilia    | 1,00   | 0,50   | 6,17   | 7,17   | 6,33   | 13,50      | R3   |
| 2   | Connor O'Leary [16] | Japonia     | 0,20   | 3,73   | 6,20   |        |        | 9,93       | R2   |
| 3   | Bryan Pérez [24]    | El Salvador | 1,20   | 3,50   | 3,17   | 4,03   | 2,60   | 7,53       | R2   |

#### Seria 5
| Loc | Surfer               | Țară          | Valuri | Valuri | Valuri | Valuri | Valuri | Valuri | Valuri | Scor total | Note |
| Loc | Surfer               | Țară          | 1      | 2      | 3      | 4      | 5      | 6      | 7      | Scor total | Note |
| --- | -------------------- | ------------- | ------ | ------ | ------ | ------ | ------ | ------ | ------ | ---------- | ---- |
| 1   | João Chianca [23]    | Brazilia      | 1,13   | 0,50   | 5,67   | 4,40   | 0,50   | 3,57   | 1,10   | 10,07      | R3   |
| 2   | Ramzi Boukhiam [2]   | Maroc         | 0,23   | 0,77   | 0,23   | 4,83   | 3,03   | 4,93   |        | 9,76       | R2   |
| 3   | Billy Stairmand [15] | Noua Zeelandă | 1,13   | 3,33   | 2,20   | 0,97   |        |        |        | 5,53       | R2   |

#### Seria 6
| Loc | Surfer                  | Țară                       | Valuri | Valuri | Valuri | Valuri | Valuri | Valuri | Valuri | Scor total | Note |
| Loc | Surfer                  | Țară                       | 1      | 2      | 3      | 4      | 5      | 6      | 7      | Scor total | Note |
| --- | ----------------------- | -------------------------- | ------ | ------ | ------ | ------ | ------ | ------ | ------ | ---------- | ---- |
| 1   | John John Florence [11] | Statele Unite ale Americii | 6,33   | 5,67   | 8,00   | 1,50   | 9,33   | 1,37   | 5,67   | 17,33      | R3   |
| 2   | Alan Cleland [19]       | Mexic                      | 7,17   | 7,17   |        |        |        |        |        | 14,34      | R2   |
| 3   | Andy Criere [6]         | Spania                     | 3,50   | 1,00   | 8,50   |        |        |        |        | 12,00      | R2   |

#### Seria 7
| Loc | Surfer                 | Țară                       | Valuri | Valuri | Valuri | Valuri | Valuri | Scor total | Note |
| Loc | Surfer                 | Țară                       | 1      | 2      | 3      | 4      | 5      | Scor total | Note |
| --- | ---------------------- | -------------------------- | ------ | ------ | ------ | ------ | ------ | ---------- | ---- |
| 1   | Griffin Colapinto [22] | Statele Unite ale Americii | 7,50   | 0,50   | 5,77   | 9,53   | 1,00   | 17,03      | R3   |
| 2   | Kauli Vaast [3]        | Franța                     | 1,50   | 4,60   | 5,83   | 7,80   |        | 13,63      | R2   |
| 3   | Lucca Mesinas [14]     | Peru                       | 1,00   | 6,00   | 4,33   | 5,10   |        | 11,10      | R2   |

#### Seria 8
| Loc | Surfer                   | Țară      | Valuri | Valuri | Valuri | Valuri | Scor total | Note |
| Loc | Surfer                   | Țară      | 1      | 2      | 3      | 4      | Scor total | Note |
| --- | ------------------------ | --------- | ------ | ------ | ------ | ------ | ---------- | ---- |
| 1   | Reo Inaba [18]           | Japonia   | 7,33   | 5,43   | 0,37   | 0,43   | 12,76      | R3   |
| 2   | Leonardo Fioravanti [10] | Italia    | 4,17   | 4,70   |        |        | 8,87       | R2   |
| 3   | Rio Waida [7]            | Indonezia | 5,17   | 0,57   |        |        | 5,74       | R2   |

### Runda 2
În runda a doua, surferii au fost repartizați în opt serii a câte doi surferi fiecare, cel mai bun surfer avansând în runda a treia (runda a 16-a), iar al doilea fiind eliminat.

#### Seria 1
| Loc | Surfer                   | Țară    | Valuri | Valuri | Valuri | Valuri | Valuri | Valuri | Scor total | Note |
| Loc | Surfer                   | Țară    | 1      | 2      | 3      | 4      | 5      | 6      | Scor total | Note |
| --- | ------------------------ | ------- | ------ | ------ | ------ | ------ | ------ | ------ | ---------- | ---- |
| 1   | Kanoa Igarashi [20]      | Japonia | 7,17   | 3,67   | 0,70   | 6,00   | 0,43   | 6,70   | 13,87      | R3   |
| 2   | Leonardo Fioravanti [10] | Italia  | 0,93   | 1,33   | 0,70   | 5,67   |        |        | 7,00       | E    |

#### Seria 2
| Loc | Surfer              | Țară     | Valuri | Valuri | Valuri | Scor total | Note |
| Loc | Surfer              | Țară     | 1      | 2      | 3      | Scor total | Note |
| --- | ------------------- | -------- | ------ | ------ | ------ | ---------- | ---- |
| 1   | Connor O'Leary [16] | Japonia  | 7,33   | 7,17   | 0,50   | 14,50      | R3   |
| 2   | Tim Elter [9]       | Germania | 1,57   | 0,93   | 4,50   | 6,07       | E    |

#### Seria 3
| Loc | Surfer           | Țară          | Valuri | Valuri | Valuri | Valuri | Valuri | Valuri | Valuri | Scor total | Note |
| Loc | Surfer           | Țară          | 1      | 2      | 3      | 4      | 5      | 6      | 7      | Scor total | Note |
| --- | ---------------- | ------------- | ------ | ------ | ------ | ------ | ------ | ------ | ------ | ---------- | ---- |
| 1   | Jordy Smith [17] | Africa de Sud | 5,50   | 2,17   | 2,33   | 4,00   | 0,43   | 3,53   | 0,27   | 9,50       | R3   |
| 2   | Rio Waida [7]    | Indonezia     | 4,67   | 0,20   | 0,73   |        |        |        |        | 5,40       | E    |

#### Seria 4
| Loc | Surfer                   | Țară          | Valuri | Valuri | Valuri | Valuri | Valuri | Scor total | Note |
| Loc | Surfer                   | Țară          | 1      | 2      | 3      | 4      | 5      | Scor total | Note |
| --- | ------------------------ | ------------- | ------ | ------ | ------ | ------ | ------ | ---------- | ---- |
| 1   | Kauli Vaast [3]          | Franța        | 4,17   | 7,50   | 5,67   | 1,00   | 6,53   | 14,03      | R3   |
| 2   | Matthew McGillivray [21] | Africa de Sud | 3,50   | 7,17   | 0,73   | 0,60   |        | 10,67      | E    |

#### Seria 5
| Loc | Surfer             | Țară        | Valuri | Valuri | Valuri | Valuri | Valuri | Valuri | Valuri | Valuri | Scor total | Note |
| Loc | Surfer             | Țară        | 1      | 2      | 3      | 4      | 5      | 6      | 7      | 8      | Scor total | Note |
| --- | ------------------ | ----------- | ------ | ------ | ------ | ------ | ------ | ------ | ------ | ------ | ---------- | ---- |
| 1   | Ramzi Boukhiam [2] | Maroc       | 5,00   | 0,50   | 1,43   | 0,50   | 7,00   | 3,33   | 0,13   | 7,60   | 14,60      | R3   |
| 2   | Bryan Pérez [24]   | El Salvador | 6,17   | 1,23   | 0,40   | 0,50   | 1,63   | 5,30   | 6,43   |        | 12,60      | E    |

#### Seria 6
| Loc | Surfer            | Țară   | Valuri | Valuri | Valuri | Valuri | Valuri | Valuri | Valuri | Scor total | Note |
| Loc | Surfer            | Țară   | 1      | 2      | 3      | 4      | 5      | 6      | 7      | Scor total | Note |
| --- | ----------------- | ------ | ------ | ------ | ------ | ------ | ------ | ------ | ------ | ---------- | ---- |
| 1   | Alan Cleland [19] | Mexic  | 4,50   | 1,83   | 1,77   | 8,50   | 1,00   | 3,00   | 6,67   | 15,17      | R3   |
| 2   | Andy Criere [6]   | Spania | 2,50   | 1,93   | 1,00   | 0,73   | 1,07   | 1,23   |        | 4,43       | E    |

#### Seria 7
| Loc | Surfer             | Țară      | Valuri | Valuri | Scor total | Note |
| Loc | Surfer             | Țară      | 1      | 2      | Scor total | Note |
| --- | ------------------ | --------- | ------ | ------ | ---------- | ---- |
| 1   | Jack Robinson [13] | Australia | 9,87   | 7,00   | 16,87      | R3   |
| 2   | Lucca Mesinas [14] | Peru      | 6,00   | 4,83   | 10,83      | E    |

#### Seria 8
| Loc | Surfer               | Țară          | Valuri | Valuri | Valuri | Valuri | Valuri | Scor total | Note |
| Loc | Surfer               | Țară          | 1      | 2      | 3      | 4      | 5      | Scor total | Note |
| --- | -------------------- | ------------- | ------ | ------ | ------ | ------ | ------ | ---------- | ---- |
| 1   | Filipe Toledo [12]   | Brazilia      | 7,33   | 0,43   | 2,17   | 9,67   | 6,33   | 17,00      | R3   |
| 2   | Billy Stairmand [15] | Noua Zeelandă | 8,17   | 5,83   |        |        |        | 14,00      | E    |

### Tablou
Tabloul a fost determinat pe baza clasamentului făcut pentru runda a 3-a (optimi de finală). Câștigătorul din fiecare confruntare directă s-a calificat în runda următoare.
|  | Runda 3 29 iulie | Runda 3 29 iulie         | Runda 3 29 iulie |                     |       | Sferturi de finală 1 august | Sferturi de finală 1 august | Sferturi de finală 1 august |                     |       | Semifinale 5 august  | Semifinale 5 august | Semifinale 5 august |                           |                           | Medalia de aur 5 august   | Medalia de aur 5 august | Medalia de aur 5 august |  |
|  |                  |                          |                  |                     |       |                             |                             |                             |                     |       |                      |                     |                     |                           |                           |                           |                         |                         |  |
|  | 5                | Alonso Correa (PER)      | 15,00            |                     |       |                             |                             |                             |                     |       |                      |                     |                     |                           |                           |                           |                         |                         |  |
|  | 5                | Alonso Correa (PER)      | 15,00            |                     |       |                             |                             |                             |                     |       |                      |                     |                     |                           |                           |                           |                         |                         |  |
|  | 17               | Jordy Smith (RSA)        | 12,20            |                     |       |                             |                             |                             |                     |       |                      |                     |                     |                           |                           |                           |                         |                         |  |
|  | 17               | Jordy Smith (RSA)        | 12,20            |                     | 5     | Alonso Correa (PER)         | 10,50                       |                             |                     |       |                      |                     |                     |                           |                           |                           |                         |                         |  |
|  |                  |                          |                  |                     | 5     | Alonso Correa (PER)         | 10,50                       |                             |                     |       |                      |                     |                     |                           |                           |                           |                         |                         |  |
|  |                  |                          | 18               | Reo Inaba (JPN)     | 10,16 |                             |                             |                             |                     |       |                      |                     |                     |                           |                           |                           |                         |                         |  |
|  | 18               | Reo Inaba (JPN)          | 18               | Reo Inaba (JPN)     | 10,16 | 6,00                        |                             |                             |                     |       |                      |                     |                     |                           |                           |                           |                         |                         |  |
|  | 18               | Reo Inaba (JPN)          |                  |                     |       |                             |                             |                             |                     |       |                      |                     |                     |                           |                           |                           |                         |                         |  |
|  | 12               | Filipe Toledo (BRA)      | 2,46             |                     |       |                             |                             |                             |                     |       |                      |                     |                     |                           |                           |                           |                         |                         |  |
|  | 12               | Filipe Toledo (BRA)      | 2,46             |                     | 5     | Alonso Correa (PER)         | 9,60                        |                             |                     |       |                      |                     |                     |                           |                           |                           |                         |                         |  |
|  |                  |                          |                  |                     |       |                             |                             |                             |                     |       |                      |                     |                     |                           |                           |                           |                         |                         |  |
|  |                  |                          | 3                | Kauli Vaast (FRA)   | 10,96 |                             |                             |                             |                     |       |                      |                     |                     |                           |                           |                           |                         |                         |  |
|  | 22               | Griffin Colapinto (USA)  | 3                | Kauli Vaast (FRA)   | 10,96 | 13,83                       |                             |                             |                     |       |                      |                     |                     |                           |                           |                           |                         |                         |  |
|  | 22               | Griffin Colapinto (USA)  |                  |                     |       |                             |                             |                             |                     |       |                      |                     |                     |                           |                           |                           |                         |                         |  |
|  | 3                | Kauli Vaast (FRA)        | 15,10            |                     |       |                             |                             |                             |                     |       |                      |                     |                     |                           |                           |                           |                         |                         |  |
|  | 3                | Kauli Vaast (FRA)        | 15,10            |                     | 3     | Kauli Vaast (FRA)           | 15,33                       |                             |                     |       |                      |                     |                     |                           |                           |                           |                         |                         |  |
|  |                  |                          |                  |                     | 3     | Kauli Vaast (FRA)           | 15,33                       |                             |                     |       |                      |                     |                     |                           |                           |                           |                         |                         |  |
|  |                  |                          | 4                | Joan Duru (FRA)     | 12,33 |                             |                             |                             |                     |       |                      |                     |                     |                           |                           |                           |                         |                         |  |
|  | 4                | Joan Duru (FRA)          | 4                | Joan Duru (FRA)     | 12,33 | 18,13                       |                             |                             |                     |       |                      |                     |                     |                           |                           |                           |                         |                         |  |
|  | 4                | Joan Duru (FRA)          |                  |                     |       |                             |                             |                             |                     |       |                      |                     |                     |                           |                           |                           |                         |                         |  |
|  | 19               | Alan Cleland (MEX)       | 15,17            |                     |       |                             |                             |                             |                     |       |                      |                     |                     |                           |                           |                           |                         |                         |  |
|  | 19               | Alan Cleland (MEX)       | 15,17            |                     | 3     | Kauli Vaast (FRA)           | 17,67                       |                             |                     |       |                      |                     |                     |                           |                           |                           |                         |                         |  |
|  |                  |                          |                  |                     |       |                             |                             |                             |                     |       |                      |                     |                     |                           |                           |                           |                         |                         |  |
|  |                  |                          | 13               | Jack Robinson (AUS) | 7,83  |                             |                             |                             |                     |       |                      |                     |                     |                           |                           |                           |                         |                         |  |
|  | 1                | Gabriel Medina (BRA)     | 13               | Jack Robinson (AUS) | 7,83  | 17,40                       |                             |                             |                     |       |                      |                     |                     |                           |                           |                           |                         |                         |  |
|  | 1                | Gabriel Medina (BRA)     |                  |                     |       | 17,40                       |                             |                             |                     |       |                      |                     |                     |                           |                           |                           |                         |                         |  |
|  | 20               | Kanoa Igarashi (JPN)     | 7,04             |                     |       |                             |                             |                             |                     |       |                      |                     |                     |                           |                           |                           |                         |                         |  |
|  | 20               | Kanoa Igarashi (JPN)     | 7,04             |                     | 1     | Gabriel Medina (BRA)        | 14,77                       |                             |                     |       |                      |                     |                     |                           |                           |                           |                         |                         |  |
|  |                  |                          |                  |                     | 1     | Gabriel Medina (BRA)        | 14,77                       |                             |                     |       |                      |                     |                     |                           |                           |                           |                         |                         |  |
|  |                  |                          | 23               | João Chianca (BRA)  | 9,33  |                             |                             |                             |                     |       |                      |                     |                     |                           |                           |                           |                         |                         |  |
|  | 23               | João Chianca (BRA)       | 23               | João Chianca (BRA)  | 9,33  | 18,10                       |                             |                             |                     |       |                      |                     |                     |                           |                           |                           |                         |                         |  |
|  | 23               | João Chianca (BRA)       |                  |                     |       |                             |                             |                             |                     |       |                      |                     |                     |                           |                           |                           |                         |                         |  |
|  | 2                | Ramzi Boukhiam (MAR)     | 17,80            |                     |       |                             |                             |                             |                     |       |                      |                     |                     |                           |                           |                           |                         |                         |  |
|  | 2                | Ramzi Boukhiam (MAR)     | 17,80            |                     | 1     | Gabriel Medina (BRA)        | 6,33                        |                             |                     |       |                      |                     |                     |                           |                           |                           |                         |                         |  |
|  |                  |                          |                  |                     |       |                             |                             |                             |                     |       |                      |                     |                     |                           |                           |                           |                         |                         |  |
|  |                  |                          | 13               | Jack Robinson (AUS) | 12,33 |                             |                             |                             |                     |       |                      |                     |                     |                           |                           |                           |                         |                         |  |
|  | 11               | John John Florence (USA) | 13               | Jack Robinson (AUS) | 12,33 | 9,07                        |                             |                             |                     |       |                      |                     |                     | Medalia de bronz 5 august | Medalia de bronz 5 august | Medalia de bronz 5 august |                         |                         |  |
|  | 11               | John John Florence (USA) |                  |                     |       |                             |                             |                             |                     |       |                      |                     |                     |                           |                           |                           |                         |                         |  |
|  | 13               | Jack Robinson (AUS)      | 13,94            |                     |       |                             |                             |                             |                     |       |                      |                     |                     |                           |                           |                           |                         |                         |  |
|  | 13               | Jack Robinson (AUS)      | 13,94            |                     | 13    | Jack Robinson (AUS)         | 15,33                       |                             |                     | 1     | Gabriel Medina (BRA) | 15,54               |                     |                           |                           |                           |                         |                         |  |
|  |                  |                          |                  |                     | 13    | Jack Robinson (AUS)         | 15,33                       |                             |                     | 1     | Gabriel Medina (BRA) | 15,54               |                     |                           |                           |                           |                         |                         |  |
|  |                  |                          | 8                | Ethan Ewing (AUS)   | 13,00 |                             |                             | 5                           | Alonso Correa (PER) | 12,43 |                      |                     |                     |                           |                           |                           |                         |                         |  |
|  | 8                | Ethan Ewing (AUS)        | 8                | Ethan Ewing (AUS)   | 13,00 | 14,17                       |                             | 5                           | Alonso Correa (PER) | 12,43 |                      |                     |                     |                           |                           |                           |                         |                         |  |
|  | 8                | Ethan Ewing (AUS)        |                  |                     |       |                             |                             |                             |                     |       |                      |                     |                     |                           |                           |                           |                         |                         |  |
|  | 16               | Connor O'Leary (JPN)     | 11,00            |                     |       |                             |                             |                             |                     |       |                      |                     |                     |                           |                           |                           |                         |                         |  |

### Runda 3
În runda a treia (optimi de finală), surferii au fost de asemenea repartizați în opt serii a câte doi surferi fiecare, primul surfer avansând în sferturile de finală, iar al doilea fiind eliminat.

#### Serie 1
| Loc | Surfer            | Țară          | Valuri | Valuri | Valuri | Valuri | Valuri | Scor total | Note |
| Loc | Surfer            | Țară          | 1      | 2      | 3      | 4      | 5      | Scor total | Note |
| --- | ----------------- | ------------- | ------ | ------ | ------ | ------ | ------ | ---------- | ---- |
| 1   | Alonso Correa [5] | Peru          | 4,83   | 5,33   | 8,50   | 6,50   | 1,23   | 15,00      | SF   |
| 2   | Jordy Smith [17]  | Africa de Sud | 5,90   | 0,50   | 0,93   | 6,30   |        | 12,20      | E    |

#### Serie 2
| Loc | Surfer             | Țară     | Valuri | Valuri | Valuri | Valuri | Valuri | Scor total | Note |
| Loc | Surfer             | Țară     | 1      | 2      | 3      | 4      | 5      | Scor total | Note |
| --- | ------------------ | -------- | ------ | ------ | ------ | ------ | ------ | ---------- | ---- |
| 1   | Reo Inaba [18]     | Japonia  | 2,17   | 3,17   | 0,50   | 2,03   | 2,83   | 6,00       | SF   |
| 2   | Filipe Toledo [12] | Brazilia | 1,43   | 0,97   | 1,03   |        |        | 2,46       | E    |

#### Serie 3
| Loc | Surfer                 | Țară                       | Valuri | Valuri | Valuri | Scor total | Note |
| Loc | Surfer                 | Țară                       | 1      | 2      | 3      | Scor total | Note |
| --- | ---------------------- | -------------------------- | ------ | ------ | ------ | ---------- | ---- |
| 1   | Kauli Vaast [3]        | Franța                     | 7,33   | 7,77   |        | 15,10      | SF   |
| 2   | Griffin Colapinto [22] | Statele Unite ale Americii | 6,33   | 7,50   | 5,90   | 13,83      | E    |

#### Serie 4
| Loc | Surfer            | Țară   | Valuri | Valuri | Valuri | Valuri | Valuri | Scor total | Note |
| Loc | Surfer            | Țară   | 1      | 2      | 3      | 4      | 5      | Scor total | Note |
| --- | ----------------- | ------ | ------ | ------ | ------ | ------ | ------ | ---------- | ---- |
| 1   | Joan Duru [4]     | Franța | 4,67   | 9,10   | 4,93   | 4,00   | 9,03   | 18,13      | SF   |
| 2   | Alan Cleland [19] | Mexic  | 3,17   | 4,33   | 7,00   | 8,17   | 0,20   | 15,17      | E    |

#### Serie 5
| Loc | Surfer              | Țară     | Valuri | Valuri           | Valuri | Valuri | Valuri | Valuri | Scor total | Note |
| Loc | Surfer              | Țară     | 1      | 2                | 3      | 4      | 5      | 6      | Scor total | Note |
| --- | ------------------- | -------- | ------ | ---------------- | ------ | ------ | ------ | ------ | ---------- | ---- |
| 1   | Gabriel Medina [1]  | Brazilia | 2,50   | 9,90 Format:OlyR | 5,33   | 7,50   | 2,63   | 7,00   | 17,40      | SF   |
| 2   | Kanoa Igarashi [20] | Japonia  | 0,73   | 0,17             | 3,67   | 2,77   | 3,37   |        | 7,04       | E    |

#### Serie 6
| Loc | Surfer             | Țară     | Valuri | Valuri | Valuri | Valuri | Valuri | Valuri | Scor total | Note |
| Loc | Surfer             | Țară     | 1      | 2      | 3      | 4      | 5      | 6      | Scor total | Note |
| --- | ------------------ | -------- | ------ | ------ | ------ | ------ | ------ | ------ | ---------- | ---- |
| 1   | João Chianca [23]  | Brazilia | 8,33   | 6,70   | 8,03   | 9,30   | 8,80   |        | 18,10      | SF   |
| 2   | Ramzi Boukhiam [2] | Maroc    | 6,33   | 7,83   | 5,17   | 8,10   | 9,70   | 1,27   | 17,80      | E    |

#### Serie 7
| Loc | Surfer                  | Țară                       | Valuri | Valuri | Valuri | Valuri | Valuri | Valuri | Scor total | Note |
| Loc | Surfer                  | Țară                       | 1      | 2      | 3      | 4      | 5      | 6      | Scor total | Note |
| --- | ----------------------- | -------------------------- | ------ | ------ | ------ | ------ | ------ | ------ | ---------- | ---- |
| 1   | Jack Robinson [13]      | Australia                  | 0,17   | 1,90   | 7,17   | 1,83   | 5,83   | 6,77   | 13,94      | SF   |
| 2   | John John Florence [11] | Statele Unite ale Americii | 1,17   | 1,77   | 6,50   | 2,57   |        |        | 9,07       | E    |

#### Serie 8
| Loc | Surfer              | Țară      | Valuri | Valuri | Valuri | Valuri | Valuri | Valuri | Scor total | Note |
| Loc | Surfer              | Țară      | 1      | 2      | 3      | 4      | 5      | 6      | Scor total | Note |
| --- | ------------------- | --------- | ------ | ------ | ------ | ------ | ------ | ------ | ---------- | ---- |
| 1   | Ethan Ewing [8]     | Australia | 5,50   | 1,30   | 0,20   | 8,67   | 1,80   |        | 14,17      | SF   |
| 2   | Connor O'Leary [16] | Japonia   | 3,00   | 0,50   | 8,00   | 0,27   | 0,93   | 0,23   | 11,00      | E    |

### Sferturi de finală

#### Serie 1
| Loc | Surfer            | Țară    | Valuri | Valuri | Valuri | Valuri | Valuri | Scor total | Note |
| Loc | Surfer            | Țară    | 1      | 2      | 3      | 4      | 5      | Scor total | Note |
| --- | ----------------- | ------- | ------ | ------ | ------ | ------ | ------ | ---------- | ---- |
| 1   | Alonso Correa [5] | Peru    | 0,17   | 2,57   | 4,17   | 6,33   |        | 10,50      | SF   |
| 2   | Reo Inaba [18]    | Japonia | 2,83   | 0,47   | 7,33   | 0,50   | 0,33   | 10,16      | E    |

#### Serie 2
| Loc | Surfer          | Țară   | Valuri | Valuri | Valuri | Valuri | Valuri | Valuri | Valuri | Valuri | Valuri | Scor total | Note |
| Loc | Surfer          | Țară   | 1      | 2      | 3      | 4      | 5      | 6      | 7      | 8      | 9      | Scor total | Note |
| --- | --------------- | ------ | ------ | ------ | ------ | ------ | ------ | ------ | ------ | ------ | ------ | ---------- | ---- |
| 1   | Kauli Vaast [3] | Franța | 1,33   | 1,07   | 3,43   | 6,33   | 2,00   | 7,33   | 8,00   | 6,83   | 0,50   | 15,33      | SF   |
| 2   | Joan Duru [4]   | Franța | 3,67   | 0,77   | 4,83   | 7,50   |        |        |        |        |        | 12,33      | E    |

#### Serie 3
| Loc | Surfer             | Țară     | Valuri | Valuri | Valuri | Valuri | Valuri | Valuri | Valuri | Valuri | Scor total | Note |
| Loc | Surfer             | Țară     | 1      | 2      | 3      | 4      | 5      | 6      | 7      | 8      | Scor total | Note |
| --- | ------------------ | -------- | ------ | ------ | ------ | ------ | ------ | ------ | ------ | ------ | ---------- | ---- |
| 1   | Gabriel Medina [1] | Brazilia | 6,67   | 0,50   | 8,10   | 1,00   |        |        |        |        | 14,77      | SF   |
| 2   | João Chianca [23]  | Brazilia | 0,20   | 2,33   | 1,07   | 0,80   | 4,83   | 1,80   | 4,50   | 0,47   | 9,33       | E    |

#### Serie 4
| Loc | Surfer             | Țară      | Valuri | Valuri | Valuri | Valuri | Valuri | Scor total | Note |
| Loc | Surfer             | Țară      | 1      | 2      | 3      | 4      | 5      | Scor total | Note |
| --- | ------------------ | --------- | ------ | ------ | ------ | ------ | ------ | ---------- | ---- |
| 1   | Jack Robinson [13] | Australia | 1,00   | 0,83   | 7,33   | 0,50   | 8,00   | 15,33      | SF   |
| 2   | Ethan Ewing [8]    | Australia | 1,20   | 8,33   | 1,57   | 4,67   |        | 13,00      | E    |

### Semifinale

#### Semifinala 1
| Loc | Surfer            | Țară   | Valuri | Valuri | Valuri | Valuri | Valuri | Valuri | Valuri | Valuri | Scor total | Note |
| Loc | Surfer            | Țară   | 1      | 2      | 3      | 4      | 5      | 6      | 7      | 8      | Scor total | Note |
| --- | ----------------- | ------ | ------ | ------ | ------ | ------ | ------ | ------ | ------ | ------ | ---------- | ---- |
| 1   | Kauli Vaast [3]   | Franța | 2,00   | 0,87   | 4,00   | 5,83   | 5,13   |        |        |        | 10,96      | F    |
| 2   | Alonso Correa [5] | Peru   | 2,67   | 1,37   | 3,77   | 0,67   | 0,63   | 5,67   | 3,93   | 1,60   | 9,60       | 3/4  |

#### Semifinala 2
| Loc | Surfer             | Țară      | Valuri | Valuri | Valuri | Scor total | Note |
| Loc | Surfer             | Țară      | 1      | 2      | 3      | Scor total | Note |
| --- | ------------------ | --------- | ------ | ------ | ------ | ---------- | ---- |
| 1   | Jack Robinson [13] | Australia | 0,50   | 4,50   | 7,83   | 12,33      | F    |
| 2   | Gabriel Medina [1] | Brazilia  | 6,33   |        |        | 6,33       | 3/4  |

### Seria pentru medalia de bronz
| Loc | Surfer             | Țară     | Valuri | Valuri | Valuri | Valuri | Valuri | Valuri | Valuri | Valuri | Scor total | Note |
| Loc | Surfer             | Țară     | 1      | 2      | 3      | 4      | 5      | 6      | 7      | 8      | Scor total | Note |
| --- | ------------------ | -------- | ------ | ------ | ------ | ------ | ------ | ------ | ------ | ------ | ---------- | ---- |
| 1   | Gabriel Medina [1] | Brazilia | 5,67   | 0,87   | 0,83   | 7,50   | 7,77   | 0,50   | 7,77   | 1,07   | 15,54      | 3    |
| 2   | Alonso Correa [5]  | Peru     | 6,83   | 0,50   | 5,00   | 5,60   | 2,10   |        |        |        | 12,43      | 4    |

### Seria pentru medalia de aur
| Loc | Surfer             | Țară      | Valuri | Valuri | Scor total | Note |
| Loc | Surfer             | Țară      | 1      | 2      | Scor total | Note |
| --- | ------------------ | --------- | ------ | ------ | ---------- | ---- |
| 1   | Kauli Vaast [3]    | Franța    | 9,50   | 8,17   | 17,67      | 1    |
| 2   | Jack Robinson [13] | Australia | 7,83   |        | 7,83       | 2    |